# Данильча-Коба
Данильча́-Коба́ (укр. Данільча-Коба, крымскотат. Danilça Qoba, Данильча Къоба) — карстовая пещера-грот на склонах горы Седам-Кая, на юго-западе Крыма, природная и археологическая достопримечательность.
Пещера состоит из одного зала длиной 12 и шириной 14 м. Вход в пещеру шириной более 10 м и длиной до 4 м имеет треугольную форму. В пещере находится водоём длиной 4 м и шириной 8-10 м, температура воды в котором в течение года держится около +7…+8°C, уровень воды иногда поднимается до двух метров.
На входе в пещеру раскопаны остатки стен одноапсидного средневекового храма.

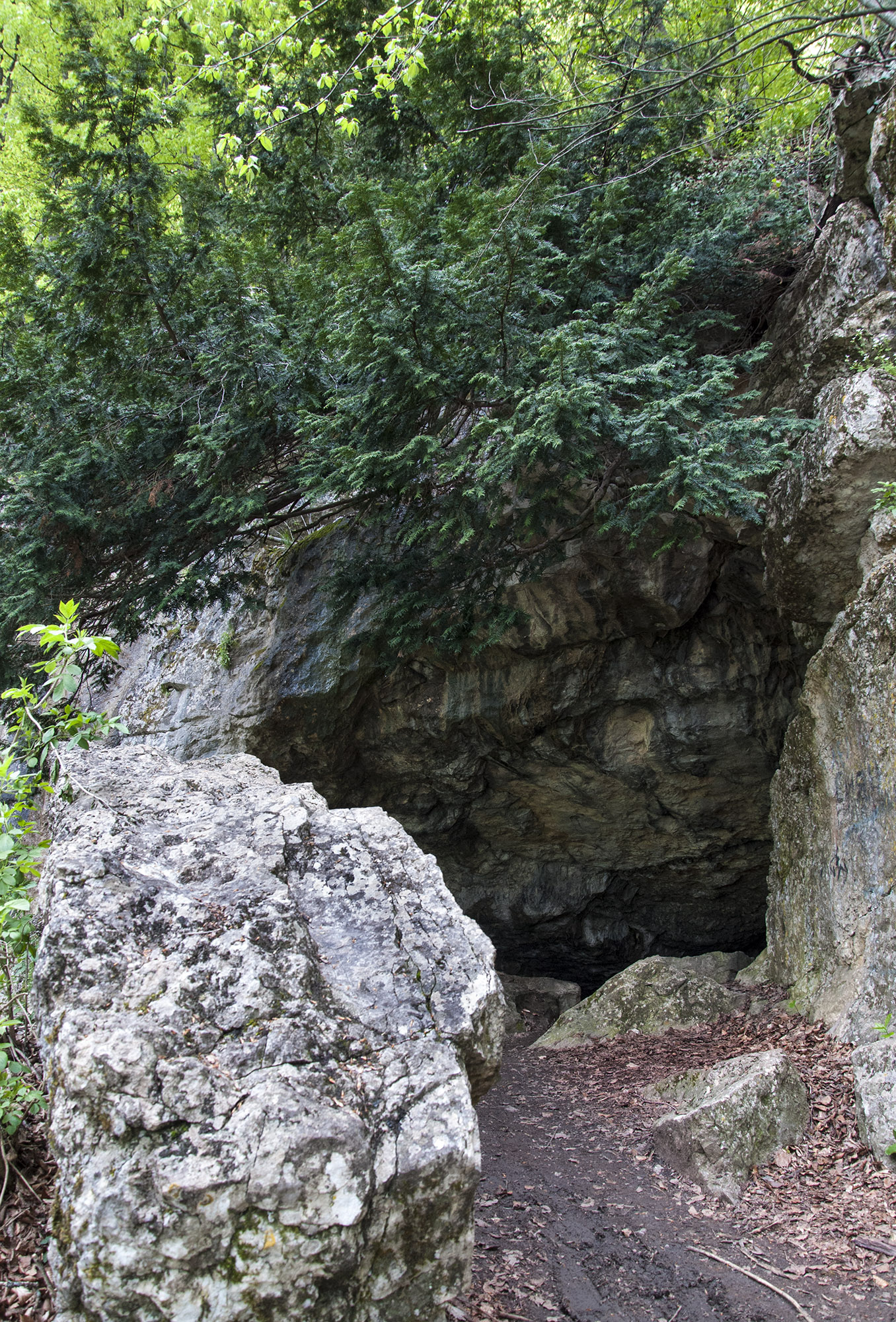
Вход в пещеру Данильча-Коба